# Russell DeGrazier
Russell DeGrazier, né en 1967, est un scénariste, un réalisateur, un producteur et un acteur américain.

## Filmographie
- 1997 : Mad' Boy, I'll Blow Your Blues Away. Be Mine
- 1999 : A Fine Day for Flying
- 2000 : Sunset Strip (en) d'Adam Collis
- 2000 : Attraction
- 2009-2010 : Friday Night Lights
- 2010 : My Generation